# 거얼무시

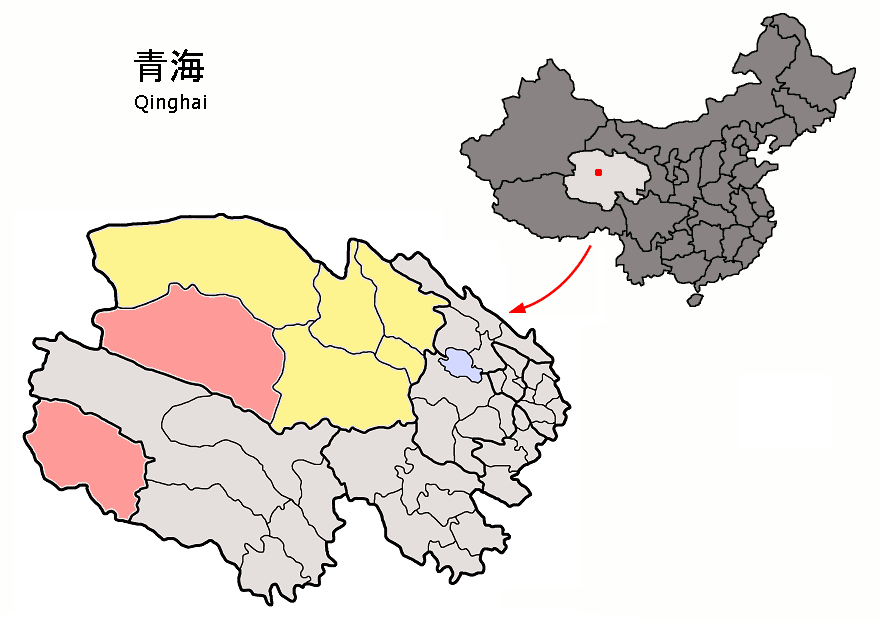
골무드 시의 위치

거얼무(중국어: 格尔木, 병음: Ge'ermu; 티베트어: ན་གོར་མོ, 몽골어: ᠭᠤᠤᠯᠮᠤᠳ Голмуд  골무드)는 중화인민공화국 칭하이성의 현급시이다. 하이시 몽골-티베트족 자치주에 위치해 있다. 도시 이름은 몽골어로 "하천이 위치한 토지"에서 유래되었다. 티베트어로는 "나고르모"라고 한다. 면적은 123,460km2, 인구는 12만명으로 한족이 90%를 차지한다. 신흥 공업 도시로 평균 연령은 32세이다. 티베트고원에는 시닝, 라싸의 뒤를 잇는 제3의 도시이다.

## 지리
티베트고원의 차이다무 분지의 중남부, 거얼무 강 충적평야에 위치해 있다. 시내의 평균 해발 2780m이다. 고원 대륙성 기후로 겨울의 추위가 심하다. 도시 주변에는 크로 작은 소금호수들이 있다.
기후는 대륙성 기후를 보이고 있다. 고원 대륙성 기후로 인해서 겨울 추위가 매섭다. 연평균 강수량은 38.8mm, 연평균 기온은 -1.8°C~4.2°C이고 최고 기온은 36°C, 최저 온도는 -31°C이다.
거얼무 시 탕구라산 진의 남쪽 월경지에 장강의 수원이 있다.

### 기후
| Golmud (1971–2000)의 기후                 | Golmud (1971–2000)의 기후 | Golmud (1971–2000)의 기후 | Golmud (1971–2000)의 기후 | Golmud (1971–2000)의 기후 | Golmud (1971–2000)의 기후 | Golmud (1971–2000)의 기후 | Golmud (1971–2000)의 기후 | Golmud (1971–2000)의 기후 | Golmud (1971–2000)의 기후 | Golmud (1971–2000)의 기후 | Golmud (1971–2000)의 기후 | Golmud (1971–2000)의 기후 | Golmud (1971–2000)의 기후 |
| 월                                        | 1월                       | 2월                       | 3월                       | 4월                       | 5월                       | 6월                       | 7월                       | 8월                       | 9월                       | 10월                      | 11월                      | 12월                      | 연간                      |
| ----------------------------------------- | ------------------------- | ------------------------- | ------------------------- | ------------------------- | ------------------------- | ------------------------- | ------------------------- | ------------------------- | ------------------------- | ------------------------- | ------------------------- | ------------------------- | ------------------------- |
| 역대 최고 기온 °C (°F)                    | 13.9 (57.0)               | 18.0 (64.4)               | 24.3 (75.7)               | 31.3 (88.3)               | 31.0 (87.8)               | 32.7 (90.9)               | 34.0 (93.2)               | 35.5 (95.9)               | 31.0 (87.8)               | 25.1 (77.2)               | 16.7 (62.1)               | 10.0 (50.0)               | 35.5 (95.9)               |
| 일평균 최고 기온 °C (°F)                  | −1.3 (29.7)               | 2.9 (37.2)                | 8.6 (47.5)                | 14.5 (58.1)               | 19.4 (66.9)               | 22.6 (72.7)               | 24.7 (76.5)               | 24.2 (75.6)               | 19.3 (66.7)               | 12.9 (55.2)               | 5.4 (41.7)                | −0.2 (31.6)               | 12.8 (55.0)               |
| 일일 평균 기온 °C (°F)                    | −9.1 (15.6)               | −5.0 (23.0)               | 0.7 (33.3)                | 6.8 (44.2)                | 12.2 (54.0)               | 15.8 (60.4)               | 17.9 (64.2)               | 17.2 (63.0)               | 12.3 (54.1)               | 5.1 (41.2)                | −2.6 (27.3)               | −7.9 (17.8)               | 5.3 (41.5)                |
| 일평균 최저 기온 °C (°F)                  | −15.3 (4.5)               | −11.6 (11.1)              | −6.1 (21.0)               | −0.2 (31.6)               | 5.3 (41.5)                | 9.4 (48.9)                | 11.6 (52.9)               | 10.9 (51.6)               | 6.3 (43.3)                | −1.2 (29.8)               | −8.9 (16.0)               | −14 (7)                   | −1.1 (29.9)               |
| 역대 최저 기온 °C (°F)                    | −33.6 (−28.5)             | −26.6 (−15.9)             | −26.1 (−15.0)             | −13.4 (7.9)               | −7.8 (18.0)               | −5.2 (22.6)               | 1.9 (35.4)                | −1.4 (29.5)               | −8.2 (17.2)               | −20.2 (−4.4)              | −25.4 (−13.7)             | −28.5 (−19.3)             | −33.6 (−28.5)             |
| 평균 강수량 mm (인치)                     | .6 (0.02)                 | .4 (0.02)                 | 1.1 (0.04)                | .9 (0.04)                 | 3.7 (0.15)                | 8.5 (0.33)                | 13.5 (0.53)               | 7.8 (0.31)                | 3.4 (0.13)                | .9 (0.04)                 | .7 (0.03)                 | .7 (0.03)                 | 42.2 (1.67)               |
| 평균 강수일수 (≥ 0.1 mm)                  | 1.4                       | .8                        | 1.1                       | 1.0                       | 2.6                       | 5.1                       | 6.4                       | 4.2                       | 2.4                       | .7                        | .9                        | 1.1                       | 27.7                      |
| 평균 상대 습도 (%)                        | 39                        | 30                        | 27                        | 24                        | 27                        | 33                        | 37                        | 34                        | 33                        | 29                        | 32                        | 38                        | 32                        |
| 평균 월간 일조시간                        | 219.9                     | 210.9                     | 247.7                     | 274.3                     | 295.3                     | 273.4                     | 276.4                     | 284.6                     | 261.2                     | 277.7                     | 247.7                     | 227.3                     | 3,096.4                   |
| 가능 일조율                               | 72                        | 69                        | 67                        | 70                        | 68                        | 63                        | 62                        | 68                        | 70                        | 80                        | 81                        | 76                        | 70                        |
| 출처: China Meteorological Administration |                           |                           |                           |                           |                           |                           |                           |                           |                           |                           |                           |                           |                           |

## 연혁
중화민국 시절에는 카자흐족 유목민이 이곳에 왔다. 인민 해방군은 1949년 9월에 칭하이 성의 대부분을 점령했지만 거얼무의 카자흐족은 1952년 8월까지 끝까지 저항했다. 1954년 7월 15일, 간신히 하이시 카자흐족 자치구 인민 정부가 설립되고 나중에 한족이 거주하는 광산 도시로 발전했다. 1960년 11월 17일에 거얼무 시가 건설되었다. 1966년 3월 27일, 거얼무 현으로 개칭되고, 1980년 다시 거얼무가 되었다.

## 경제
위치 덕분에 거얼무는 소금 호수 주변으로 천연 자원이 풍부하다. 그래서 소금 호수와 관련된 화학 공업들이 흥기하고 있다. 거얼무 북동쪽의 차람 호는 5,800km2의 면적을 자랑하며 내세계에서 가장 큰 내륙 염호이다. 차람 호의 자원의 가치는 15조 위안으로 추정된다. 호수는 또한 중국에서 가장 큰 칼륨, 마그네슘, 소금 생산 기지이다. 거얼무는 또한 1조m³이 넘는 천연 가스와 금, 구리, 옥과 귀중한 돌, 납, 아연과 같은 50가지가 넘는 광물을 보유하고 있다. 거얼무의 다른 중요한 산업은 석유 화학, 석유 정제, 유전이 포함된다. 2001년 통계에서 도시의 명목 GDP는 22억 1300만 위안으로 예년에 비해 31.9% 성장하였고 1990년 이래 가장 높은 성장률을 보였다. 거얼무 쿤룬 경제개발구는 28 km2의 면적으로 이루어져있고 1992년에 세워졌다. 거얼무는 "중국의 소금 호수 도시"가 되는 것을 계획하고 있다.

## 교통

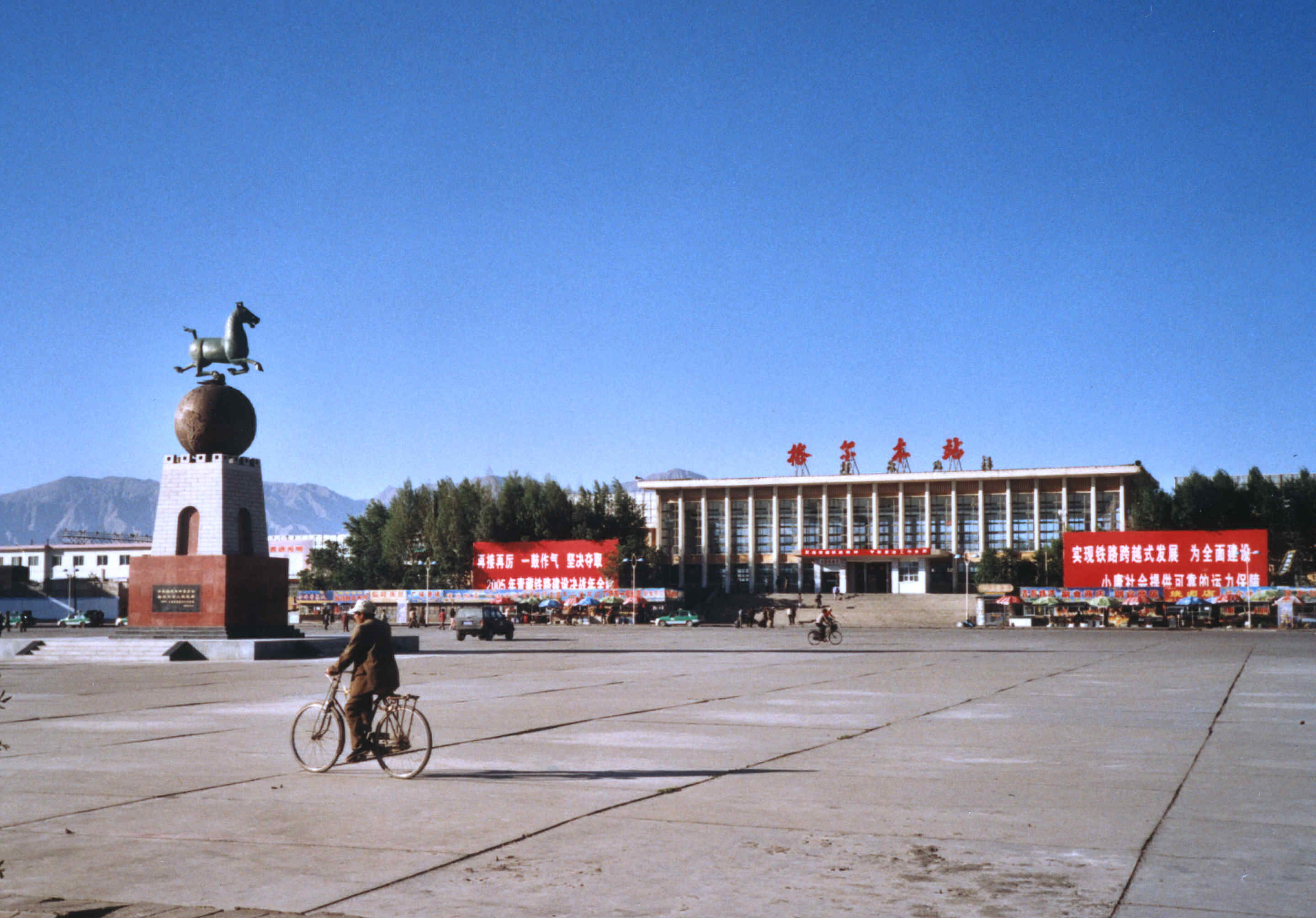
거얼무 역

칭짱 공로((칭하이 - 티베트)와 칭신 공로(칭하이 - 신장)가 교차하는 교통의 요충지로, 1979년에 시닝 - 거얼무 간 칭짱 철도가 개통했고, 2006년 7월 1일에는 거얼무 - 라싸 간 칭짱 철도가 개통했다. 2003년에는 거얼무 공항도 완성되었다. 칭짱철도 개통 후, 거얼무 - 라싸 간의 버스는 운휴하고 있다.